# L'arca di Noè (film 1945)
(Frase famose detta Dexter Broadhurst, entrata a far parte dell'AFI's 100 Years... 100 Movie Quotes)
L'arca di Noè (The Naughty Nineties) è un film interpretato da Bud Abbott e Lou Costello, meglio noti in Italia come Gianni e Pinotto.

## Trama
Dei bari prendono una barca sul Mississippi da un capitano. La loro prima azione è cambiare il battello-teatro in una casa galleggiante di gioco d'azzardo. Un attore e il suo goffo amico del cuore provano a pianificare un modo per aiutare il capitano a recuperare il possesso dell'imbarcazione.

## Riconoscimenti
L'AFI ha inserito la frase di Abbott "who's on first?" ("chi è in prima?") al 91º posto nella classifica delle 100 citazioni cinematografiche più famose di tutti i tempi (AFI's 100 Years... 100 Movie Quotes).